# Nero Burning ROM
Nero Burning ROM — багатофункціональний пакет комп'ютерних програм для запису і створення образів CD та DVD дисків, що містить також утиліту резервного копіювання, редактор звукових файлів і програми для створення і друку обкладинок для CD і DVD. Починаючи з версії 6.6.0.13 Nero Burning ROM може також записувати диски форматів LightScribe та Blu-ray. Працює під операційною системою Windows, також існує версія для Linux.

## Склад пакету
- Nero StartSmart — програма-меню для запуску перелічених нижче застосунків
- Nero Burning Rom — застосунок для запису і створення образів CD та DVD.
- Nero Express — Nero Burning Rom із спрощеним інтерфейсом користувача.
- Nero BackItUp — утиліта для резервного копіювання даних.
- Nero Cover Designer — редактор обкладинок для CD і DVD.
- Nero Wave Editor — редактор звукових файлів.
- Nero SoundTrax — програма для створення власних аудіо-дисків.
- Nero ImageDrive — застосунок для роботи з віртуальними компакт-дисками.

### Додаткові утиліти
- Nero CD-DVD Speed — тестування CD або DVD приводу.
- Nero DriveSpeed — утиліта для регулювання швидкості обертів CD чи DVD приводу.
- Nero InfoTool — додаток для видачі детальної інформації про можливості CD чи DVD приводу, крім цього видає інформацію про систему.

## Назва програми
Програма отримала свою назву на честь імператора Нерона (англ. Nero), який згідно з легендою спалив Рим, через гру слів у назві програми. Nero Burning ROM може перекладатись, як «Нерон спалює Рим» або «Nero пропалює ROM (постійний запам'ятовуючий пристрій)».

## Версії
| Версія     | Дата релізу     | Назва     |
| ---------- | --------------- | --------- |
| 1.0        | 1997            | Nero 1    |
| 2.0.0.0    | 1997            | Nero 2    |
| 2.0.1.5    | 1997            | Nero 2    |
| 3.0.0.0    | 1997            | Nero 3    |
| 3.0.7.1    | 1998            | Nero 3    |
| 4.0.7.2    | 1999            | Nero 4    |
| 4.0.3.0    | 1999            | Nero 4    |
| 4.0.9.1    | 20 марта 2000   | Nero 4    |
| 5.0.0.3    | 2000            | Nero 5    |
| 5.5        | 30 квітня 2001  | Nero 5    |
| 5.5.4.0    | 25 липня 2001   | Nero 5    |
| 5.5.9.0    | 4 липня 2002    | Nero 5    |
| 5.5.10.56  | 2 березня 2004  | Nero 5    |
| 6.0.0.9    | 25 липня 2003   | Nero 6    |
| 6.3.1.25   | 18 червня 2004  | Nero 6    |
| 6.6.0.8    | 17 лютого 2005  | Nero 6    |
| 6.6.1.15c  | 31 липня 2007   | Nero 6    |
| 7.0.1.2    | 31 жовтня 2005  | Nero 7    |
| 7.2.7.0    | 28 серпня 2006  | Nero 7    |
| 7.5.1.1    | 18 вересня 2006 | Nero 7    |
| 7.5.7.0    | 16 жовтня 2006  | Nero 7    |
| 7.7.5.1    | 18 січня 2007   | Nero 7    |
| 7.8.5.0    | 20 березня 2007 | Nero 7    |
| 7.10.1.1   | 4 липня 2007    | Nero 7    |
| 7.11.10.0b | 21 січня 2010   | Nero 7    |
| 7.11.10.0c | 11 березня 2010 | Nero 7    |
| 8.1.1.0    | 1 жовтня 2007   | Nero 8    |
| 8.2.8.0    | 19 грудня 2007  | Nero 8    |
| 8.3.2.1    | 12 березня 2008 | Nero 8    |
| 8.3.6.0    | 14 липня 2008   | Nero 8    |
| 8.3.13.0   | 17 грудня 2008  | Nero 8    |
| 8.3.13.0a  | 11 січня 2010   | Nero 8    |
| 8.3.20.0   | 15 березня 2010 | Nero 8    |
| 9.0.9.4b   | 29 вересня 2008 | Nero 9    |
| 9.0.9.4c   | 16 жовтня 2008  | Nero 9    |
| 9.2.6.0    | 17 грудня 2008  | Nero 9    |
| 9.4.3.12   | 2 липня 2009    | Nero 9    |
| 9.4.3.12b  | 29 червня 2009  | Nero 9    |
| 9.4.3.12d  | 28 серпня 2009  | Nero 9    |
| 9.4.26.0   | 9 жовтня 2009   | Nero 9    |
| 9.4.26.0b  | 24 березня 2010 | Nero 9    |
| 9.4.44.0b  | 3 березня 2011  | Nero 9    |
| 10.0.13100 | 12 квітня 2010  | Nero 10   |
| 10.6.11300 | 2010            | Nero 10   |
| 11.0       | 2011            | Nero 11   |
| 12.0       | 2012            | Nero 12   |
| 15.0       | 2013            | Nero 2013 |
| 16.0       | 2014            | Nero 2014 |
| 17.0       | 2015            | Nero 2015 |
| 18.0       | 2016            | Nero 2016 |
| 19.0       | 2017            | Nero 2017 |
| 20.0       | 2018            | Nero 2018 |
| 21.0       | 2019            | Nero 2019 |
| 22.0       | 2020            | Nero 2020 |